# آرثر أوكس سولزبيرجر الابن
آرثر أوكس سولزبيرجر الابن (بالإنجليزية: Arthur Ochs Sulzberger, Jr.)‏ مواليد 22 سبتمبر 1951 في ماونت كيسكو، نيويورك، الولايات المتحدة. هو ناشرٌ في صحيفة نيويورك تايمز منذ عام 1992 ورئيس مجلس إدارة مالكتها شركة نيويورك تايمز. في عام 1997 خَلَف آرثر أوكس سولزبيرجر في إدارتها.

## وصلات خارجية
- آرثر أوكس سولزبيرجر الابن على موقع IMDb (الإنجليزية)
- آرثر أوكس سولزبيرجر الابن على موقع مونزينجر (الألمانية)
- آرثر أوكس سولزبيرجر الابن على موقع إن إن دي بي (الإنجليزية)